# Бабичівська сільська рада (Глобинський район)
Бабичівська сільська рада — колишній орган місцевого самоврядування у Глобинському районі Полтавської області з центром у селі Бабичівка. Населення сільської ради на 1 січня 2011 року становить 1518 осіб. Раді підпорядковані 4 населені пункти: Бабичівка, Набережне, Новобудова, Устимівка.

## Географія
Площа сільської ради — 5421,2 га, 87% території — сільськогосподарські угіддя, 6% — водосховище, 3% — лісовкриті площі, 4% — інші землі. Сільська рада межує з Погребівською, Пирогівською сільськими радами, Глобинською міською радою та Градизькою селищною радою.
Бабичівська сільська рада розташована в лісостеповій зоні. Ґрунти переважно чорноземні.
Територію ради пересікає траса національного значення Н08 Бориспіль—Кременчук—Дніпропетровськ—Запоріжжя.

## Історія
Історична дата утворення — 1918 рік.

## Населення
Населення сільської ради на 1 січня 2011 року становить 1518 осіб у 4 населених пунктах.
| № | Назва села    | 2001 чол. | 2011 чол. |
| - | ------------- | --------- | --------- |
| 1 | с. Бабичівка  | 599       | 590       |
| 2 | с. Набережне  | 140       | 127*      |
| 3 | с. Новобудова | 64        | 60*       |
| 4 | с. Устимівка  | 772       | 741       |
|   | всього        | 1575      | 1518      |

Примітки: * — станом на 1 січня 2010

## Влада
- Сільські голови
  - Живолуп Станіслав Анатолійович[1]

31.10.2010 — зараз
26.03.2006 — 31.10.2010
- Секретар сільської ради — Мазур Тетяна Олександрівна (31-6-13)[1]
- Загальний склад ради — 16[1]:
  1. Ричка Микола Миколайович
  2. Романча Олена Леонідівна
  3. Грицай Алла Петрівна
  4. Скрипай Людмила Іванівна
  5. Халявко Анатолій Володимирович
  6. Левченко Олександр Петрович
  7. Михайлик Петро Петрович
  8. Пхайко Вікторія Миколаївна
  9. Мазур Тетяна Олександрівна
  10. Дмитренко Ніна Федорівна
  11. Котолуп Микола Миколайович
  12. Манилова Валентина Олександрівна
  13. Кір'ян Віктор Михайлович
  14. Харченко Юрій Вікторович
  15. Фесенко Андрій Миколайович
  16. Кропивка Любов Олексіївна

## Економіка
Виробнича спеціалізація підприємств розташованих на території Бабичівської сільської ради: вирощування зернових, зернобобових та технічних культур.
Провідні підприємства:
| № | Назва підприємства                        | П. І.Б. керівника              | Телефон | Вид діяльності                                           | Загальна площа земель, га | Кількість працюючих, чол. |
| - | ----------------------------------------- | ------------------------------ | ------- | -------------------------------------------------------- | ------------------------- | ------------------------- |
| 1 | Устимівська дослідна станція рослинництва | Харченко Юрій Вікторович       | 3-16-44 | Вирощування зернових, зерно-бобових та технічних культур | 1191,29                   | 120                       |
| 2 | ПСП АФ «Вітчизна»                         | Михайлик Петро Петрович        | 3-16-51 | Вирощування зернових, зерно-бобових та технічних культур | 1234,46                   | 42                        |
| 3 | СФГ «Златопіль»                           | Колісник Валентина Миколаївна  |         | Вирощування зернових, зерно-бобових та технічних культур | 773,39                    | 25                        |
| 4 | ПП «Онікс-Карат»                          | Мацак Галина Миколаївна        |         | Вирощування зернових, зерно-бобових та технічних культур | 249,43                    | 3                         |
| 5 | СФГ «Ерік»                                | Шевченко Григорій Ерікович     |         | Вирощування зернових, зерно-бобових та технічних культур | 89,67                     | 3                         |
| 6 | ФГ Журавель О. М.                         | Журавель Олександр Миколайович |         | Вирощування зернових, зерно-бобових та технічних культур | 14,90                     | 1                         |
| 7 | ФГ «Раббіт Лайф»                          | Баран Олексій Володимирович    |         |                                                          | 12,40                     | 2                         |

Базові с. г. підприємства: Устимівська дослідна станція рослинництва; ПСП АФ «Вітчизна»; СФГ «Златопіль»; СФГ Ерік; ФГ «Раббіт Лайф».
Найбільші орендарі землі: Устимівська дослідна станція рослинництва; ПСП АФ «Вітчизна»; СФГ «Златопіль».

## Освіта
На території сільської ради розміщено 3 заклади освіти:
- Бабичівська загальноосвітня школа І-ІІІ ступенів, директор — Родак Неля Миколаївна (31-6-12)
- Устимівська загальноосвітня школа І-ІІ ступенів, директор — Дмитренко Ніна Федорівна (31-6-40)
- Устимівський дитячий садок «Берізка», завідувачка — Іллічова Валентина Анатоліївна

## Культура
Діють бібліотека, сільський клуб та будинок культури:
- Устимівський сільський будинок культури
- Бабичівський сільський клуб, завідувач - Піценко Наталія Олександрівна
- Бабичівська сільська бібліотека, завідувачка — Гладирь Тамара Вікторівна